# Campanula baumgartenii
Campanula baumgartenii är en klockväxtart som beskrevs av Johannes Becker. Campanula baumgartenii ingår i släktet blåklockor, och familjen klockväxter.

## Underarter
Arten delas in i följande underarter:
- C. b. baumgartenii
- C. b. beckiana

## Bildgalleri

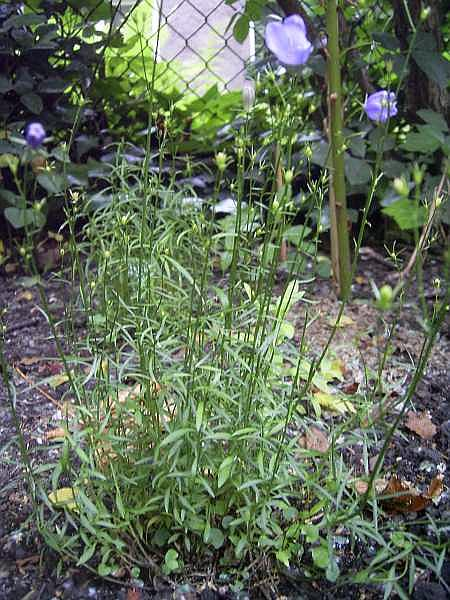
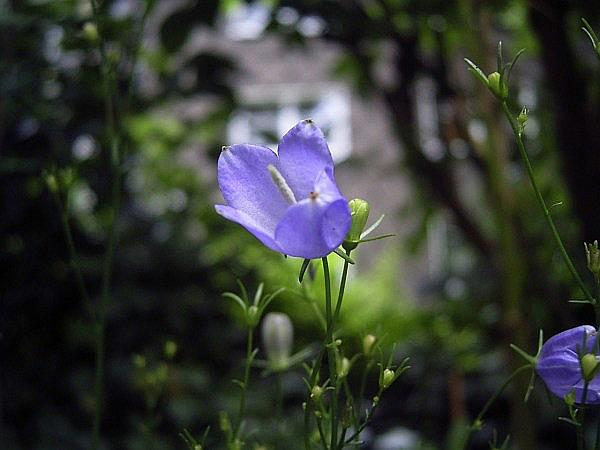
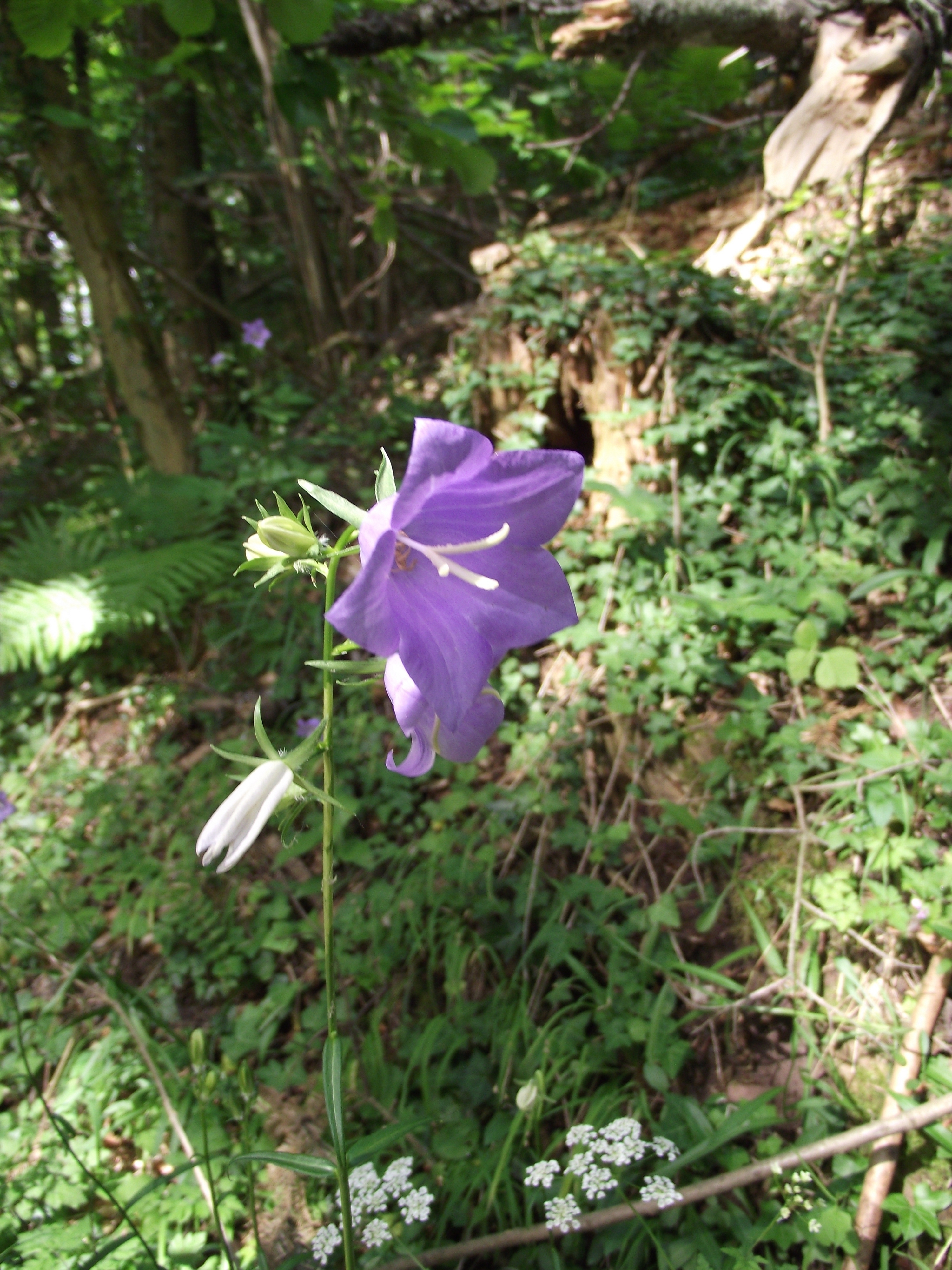